# Рязанская епархия
Ряза́нская епа́рхия — епархия Русской православной церкви, объединяющая приходы и монастыри в западной части Рязанской области (в пределах города Рязани, а также Захаровского, Михайловского, Пронского, Рыбновского, Рязанского, Спасского и Старожиловского районов). Входит в состав Рязанской митрополии.
Учреждена 26 сентября 1198 года; по другим данным, — в 1207 году.

## История
Была выделена из Черниговской епархии. Первоначально кафедра находилась в Муроме, но затем она была перенесена в древнерусскую Рязань, а после её разрушения и запустения — сначала в Глебов, затем, в XVI веке — в Переяславль Рязанский, то есть в Рязань современную. Епархия стала именоваться Рязанской и Муромской.
Значение Рязанской епархии в церковной и общественной жизни Русского государства росло. С 26 января 1589 года кафедра получает статус архиепископии, а с 13 июня 1669 года по 1723 год — митрополии. При Рязанских митрополитах был построен величественный Успенский собор в Рязанском кремле.
Когда в 1764 году при Екатерине II Муром был отнесён к Владимирской епархии, епархия стала называться Рязанская и Шацкая. В свою очередь, когда в 1799 году Шацк был приписан к Тамбовской епархии, а в состав Рязанской вошёл Зарайск, то епархия называлась Рязанской и Зарайской.
После октябрьской революции 1917 года началось повсеместное разорение церковной жизни. В конце 1930-х годов в Рязани не было правящего архиерея, все монастыри и церковно-приходские школы были закрыты, богослужения совершались в считанных храмах, остальные были уничтожены или закрыты властями. Только после Отечественной войны 1941—1945 годов епархиальная жизнь начала несколько налаживаться, а после 1988 года — полноценно возрождаться. В условиях хрущевской антирелигиозной кампании Рязанская епархия сохранила высокие доходы — за 1962 год было получено 356 207 рублей чистого дохода. При этом епархия вносила большие суммы в Фонд мира — в 1962 году 125 тыс. рублей, в 1963 году уже 190 тыс. рублей. Население Рязанской области активно помогало храмам. Например, в 1965 году верующие принесли в храмы 1,5 тонны муки, 710 м² ткани и 890 полотенец и платков.
5 октября 2011 года из состава Рязанской епархии были выделены Касимовская и Скопинская епархии. 6 октября 2011 года в пределах Рязанской области была образована Рязанская митрополия, включающая в себя Касимовскую, Рязанскую и Скопинскую епархии.

## Названия
- Муромская и Рязанская (1198—1291)
- Рязанская и Муромская (1291 — 29 мая 1764)
- Рязанская и Шацкая (29 мая 1764 — 16 октября 1799)
- Рязанская и Зарайская (16 октября 1799 — август 1929)
- Рязанская и Шацкая (август 1929 — 1944)
- Рязанская и Касимовская (1944 — 5 октября 2011)
- Рязанская (с 5 октября 2011)

## Епископы
- Арсений (1198—1213)
- Евфросин Святогорец (1225—1237)
- Иосиф I (упом. 1284)[4]
- Василий I (ок. 1291—1294)
- Стефан (упом. 1303)
- Савва (упом. 1304)
- Митрофан[5]
- Григорий (1326 — ранее 1334)
- Евфимий[5]
- Феодул[5]
- Михаил (упом. 1334)
- Кирилл (упом. 1334)[6]
- Иосиф II (упом. 1340)
- Георгий (1340)
- Василий II (1354—1360)
- Афанасий (1360—1378)
- Вассиан (упом. 1379)
- Феоктист (1385—1387)
- Феогност I (15 августа 1387 — 1389)
- Иеремия Грек (1389—1392)
- Феогност II (1393—1407)
- Евфросин I (упом. 1410)
- Сергий (Азаков) (1423—1427)
- Иосиф II (упомин. 1430)
- Иона (Одноушев) (1431—1448)
- Евфросин (Звенец) (1448 — конец 1461)
- Давид (1 февраля 1462—1471)
- Феодосий (8 декабря 1471 — 1481)
- Симеон (1481—1496)
- Протасий (18 декабря 1496 — 1516)
- Сергий II (12 февраля 1517 — 1521)
- Иона II (23 марта 1522 — нач. 1548)
- Михаил (22 апреля 1548 — нач. 1551)
- Кассиан (начало 1551—1554)
- Гурий (Лужецкий) (17 марта 1554 — апрель/май 1562)
- Филофей (1562—1568)
- Сергий III (осень 1569—1572)
- Феодосий (Вятка) (1572)
- Леонид (Протасьев) (1573—1586)
- Митрофан (1586—1598)
- Варлаам (июль 1598 — 17 февраля 1601)
- Игнатий Киприот (1602 — 30 июня 1605)
- Феодорит (август 1605 — 10 сентября 1617)
- Иосиф III (10 января 1619 — 1621)
- Антоний (5 мая 1621 — 15 февраля 1637)
- Моисей (10 января 1638 — 15 февраля 1651)
- Мисаил (13 апреля 1651 — 19 апреля 1655)
- Иларион (Яковлев) (5 июня 1657 — 6 июня 1673)
- Иосиф IV (9 августа 1674 — 21 сентября 1681)
- Павел (Моравский) (ноябрь 1681 — 4 сентября 1686)
- Авраамий (9 января 1687 — март 1700)
- Стефан (Яворский) (7 апреля 1700 — 27 ноября 1722)
- Сильвестр (Холмский) (3 февраля 1723 — август 1725)
- Антоний (Иерофеич) (1725 — 19 апреля 1726) наречённый
- Гавриил (Бужинский) (14 июля 1726 — 27 апреля 1731)
- Лаврентий (Горка) (июль 1731 — 26 сентября 1733)
- Алексий (Титов) (26 сентября 1733 — 17 сентября 1750)
- Дмитрий (Сеченов) (21 июня 1752 — 22 октября 1757)
- Палладий (Юрьев) (18 июня 1758 — 20 марта 1778)
- Симон (Лагов) (31 марта 1778 — 17 января 1804)
- Амвросий (Яковлев-Орлин) (29 января 1804 — 26 января 1809)
- Феофилакт (Русанов) (5 марта 1809 — 14 мая 1817)
- Сергий (Крылов-Платонов) (4 июня 1817 — 18 августа 1824)
- Филарет (Амфитеатров) (12 января 1825 — 25 февраля 1828)
- Григорий (Постников) (3 марта 1828 — 25 июля 1831)
- Евгений (Казанцев) (7 августа 1831 — 9 мая 1837)
- Гавриил (Городков) (15 июля 1837 — 10 мая 1858)
- Смарагд (Крыжановский) (5 июня 1858 — 11 ноября 1863)
- Иринарх (Попов) (20 декабря 1863 — 29 августа 1867)
- Алексий (Ржаницын) (28 ноября 1867 — 9 сентября 1876)
- Палладий (Раев) (9 сентября 1876 — 21 августа 1882)
- Феоктист (Попов) (28 сентября 1882 — 2 декабря 1894)
- Иустин (Полянский) (10 декабря 1894 — 14 октября 1896)
- Мелетий (Якимов) (14 октября 1896 — 14 января 1900)
- Полиевкт (Пясковский) (22 января 1900 — 7 ноября 1902)
- Аркадий (Карпинский) (18 декабря 1902 — 3 ноября 1906)
- Никодим (Боков) (3 ноября 1906 — 25 июля 1911)
- Димитрий (Сперовский) (25 июля 1911 — 17 июня 1917)
- Модест (Никитин) (8 мая — 9 октября 1917), в/у
- Иоанн (Смирнов) (20 ноября 1917 — 14 октября 1919)
- Вениамин (Муратовский) (13 июля 1920 — 1922)
- Амвросий (Смирнов) (1923 — 15 ноября 1923)
- Борис (Соколов) (16 октября 1923 — 21 февраля 1928)
- Ювеналий (Масловский) (10 мая 1928 — 25 октября 1937), фактически с момента ареста в январе 1936 года был лишен возможности служить в епархии
  - 1937—1942 — кафедра вдовствовала
- Алексий (Сергеев) (13 июля 1942 — май 1944)
- Димитрий (Градусов) (26 мая 1944 — 13 января 1947)
- Иероним (Захаров) (13 января 1947 — 27 февраля 1948)
- Филарет (Лебедев) (9 мая 1948 — 27 марта 1951)
- Николай (Чуфаровский) (27 марта 1951 — 14 мая 1963)
- Палладий (Каминский) (14 мая 1963 — 5 февраля 1965)
- Борис (Скворцов) (21 февраля 1965 — 11 августа 1972)
- Симон (Новиков) (14 октября 1972 — 7 мая 2003)
- Павел (Пономарёв) (7 мая 2003 — 25 декабря 2013)
- Вениамин (Зарицкий) (25 декабря 2013 — 22 октября 2015)
- Марк (Головков) (с 22 октября 2015)

## Благочиния
- Центральное благочиние города Рязани — протоиерей Георгий Боровой
- Восточное благочиние города Рязани — протоиерей Александр Гривин
- Северное благочиние города Рязани — протоиерей Вадим Базылев
- Южное благочиние города Рязани — протоиерей Сергий Соколов
- Захаровское благочиние — протоиерей Виталий Белов
- Михайловское первое благочиние — протоиерей Сергий Арсентьев
- Михайловское второе благочиние — протоиерей Сергий Зенкин
- Пронское благочиние — протоиерей Сергий Семин
- Первое Рыбновское благочиние — протоиерей Геннадий Черкасов
- Второе Рыбновское благочиние — протоиерей Геннадий Черкасов
- Рязанское восточное благочиние — иерей Вячеслав Мамаев
- Рязанское западное благочиние — протоиерей Сергий Огородников
- Рязанское юго-восточное благочиние — иерей Владимир Васильев
- Спасское южное благочиние — протоиерей Сергий Баранов
- Спасское северное благочиние — протоиерей Константин Колесников
- Старожиловское благочиние — протоиерей Илия Коростелев
- Солотчинское благочиние — протоиерей Алексий Колотилин
- Благочиние тюремных храмов — протоиерей Георгий Марков
- Монастырское благочиние — игумен Исаакий (Иванов)

## Монастыри
Мужские
- Иоанно-Богословский Пощуповский монастырь в селе Пощупово Рыбновского района
- Свято-Троицкий монастырь в Рязани
- Спасо-Преображенский монастырь в Рязани
- Спасо-Преображенский Пронский мужской монастырь в Пронске

Женские
- Казанский Явленский монастырь в Рязани
- Солотчинский Рождества Богородицы монастырь в Рязани
- Покровский монастырь в Михайлове

Недействующие
- Зарецкий Спасский монастырь в городе Спасск-Рязанский (мужской)
- Успенский Ольгов монастырь в селе Льгово Рязанского района (женский, ранее — мужской)